# Осада Данцига (1813)
Осада Данцига 1813 года (январь—декабрь 1813) — осада русскими и прусскими войсками французского гарнизона в Данциге в 1813 году в ходе войны 6-й коалиции против Наполеона.

## Первый этап. Блокирование
В январе 1813 года казаки Платова, развивая общее наступление русских войск, подошли к Данцигу, лежащему в устье Вислы на побережье Балтики. Бывший прусский город с населением 60 тыс. жителей приобрёл статус вольного города благодаря Наполеону по Тильзитскому договору, туда уходили деморализованные остатки Великой Армии из Восточной Пруссии, спасаясь от преследующих войск русской армии Витгенштейна.
Гарнизон Данцига (10 тысяч боеспособных при общей численности 35 тысяч) под командованием генерала Раппа заперся в хорошо укреплённом городе. В исторической литературе встречается завышенная оценка сил гарнизона в 28—40 тысяч солдат. Так как эпидемий и голода в гарнизоне во время осады не отмечено, то следует отнести большие расхождения в оценках численности как на дезертирство деморализованных солдат разных национальностей, так и на высокую смертность от болезней после Русской кампании.
Русская армия продвинулась дальше на запад к Эльбе, оставив для блокады 13-тысячный отряд генерал-лейтенанта Левиза с 59 полевыми орудиями. В феврале — марте часть регулярных полков, отправленных в армию Витгенштейна, заменили русскими ополчениями. Численность осадного корпуса в апреле уменьшилась до менее чем 12 тысяч солдат и ополченцев.
В марте 1813 года Данциг был блокирован с моря русской гребной флотилией (74 судна) капитана 1-го ранга Л. П. Гейдена со стороны моря. Позднее к ней присоединился крейсерский отряд контр-адмирала А. С. Грейга, принявшего на себя общее командование морскими силами у Данцига. Корабли интенсивно бомбардировали прибрежные укрепления и крепость. 28 апреля и 12 августа 1813 года моряки отбили попытки французских и датских кораблей прорваться в крепость.
В апреле, когда блокаду возглавил ген.-от-кавалерии герцог Александр Вюртембергский, осаждённые превышали численностью осаждающих. Русским не хватало патронов, осадная артиллерия отсутствовала. Задачей герцога было не допустить действий гарнизона на тылы союзников, штурм Данцига не обсуждался.

## Второй этап. Осада

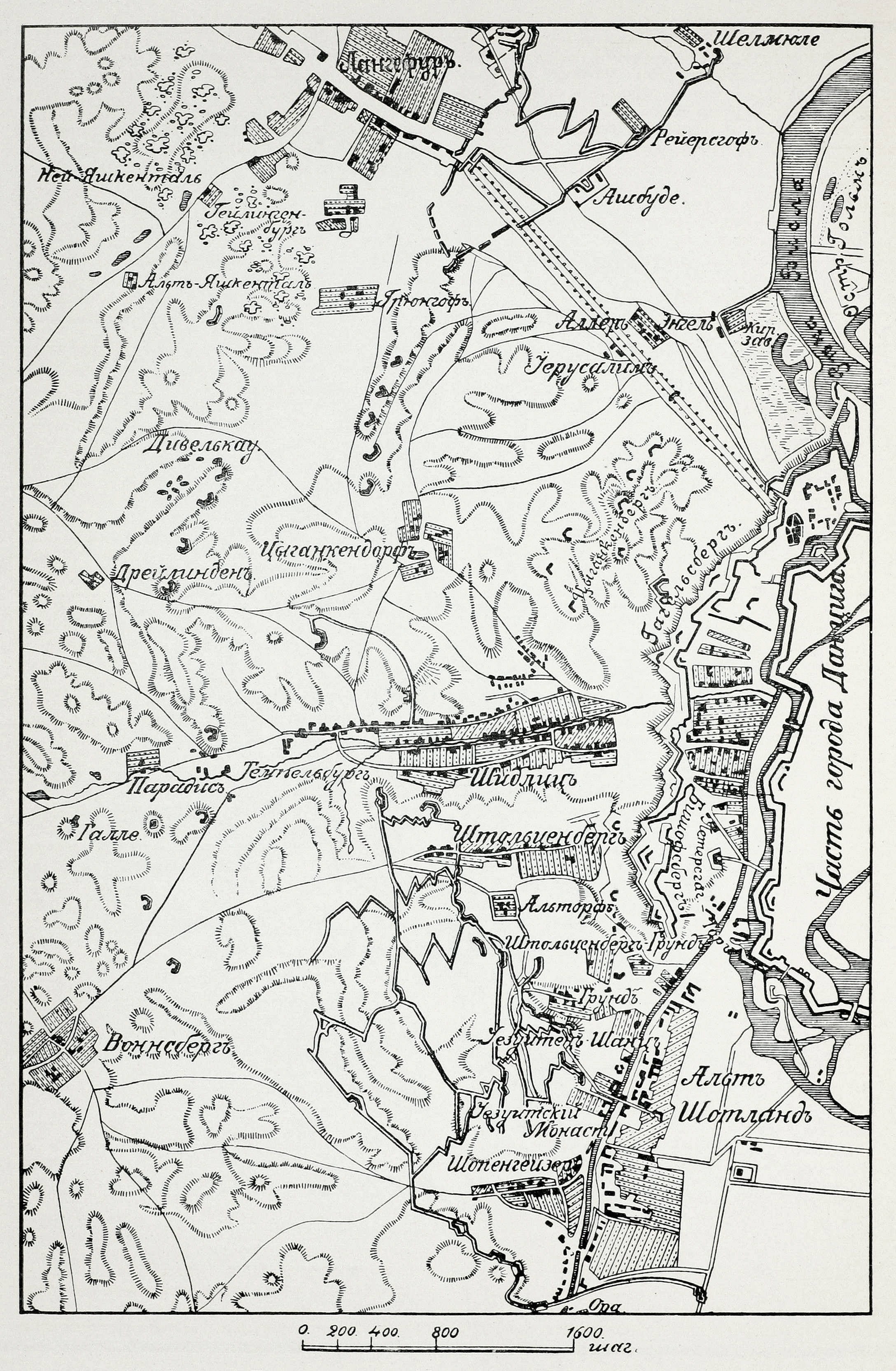
План осады Данцига в 1813 году
Рисунок из статьи «Данциг»
(«Военная энциклопедия Сытина»)

После заключения летнего перемирия союзники усилили осадный корпус, его численность достигла почти 40 тысяч, из них более 27 тысяч русского ополчения, прусской милиции и казаков. Осадная флотилия состояла из 10 морских кораблей, включая 2 фрегата, и большого числа канонерских лодок.
В сентябре привезли тяжёлую осадную артиллерию из Англии: 66 мортир и 100 крупнокалиберных орудий (12- и 24-фунтовые).
16 сентября 1813 года флот предпринял неудачную попытку захватить городские укрепления со стороны моря. Союзники вели окопные работы, обстреливали город и укрепления противника, старались захватить выгодные позиции в предместьях. Осенняя распутица создавала дополнительные препятствия для действий штурмующих войск. Французы делали вылазки с целью помешать осадным работам. В середине октября союзники захватили окружающие Данциг селения и высоты, где установили батареи для обстрела города-крепости.
С началом ноября наступили морозы, прервалась навигация по Висле, что сразу же сказалось на снабжении большого осадного корпуса. Много солдат слегло в госпитали. Русские опасались потерять все осадные орудия зимой, так как войска должны быть отведены из укреплений передовой линии, а из-за падежа лошадей вытянуть тяжёлую артиллерию представлялось невозможным.

## Капитуляция Данцига

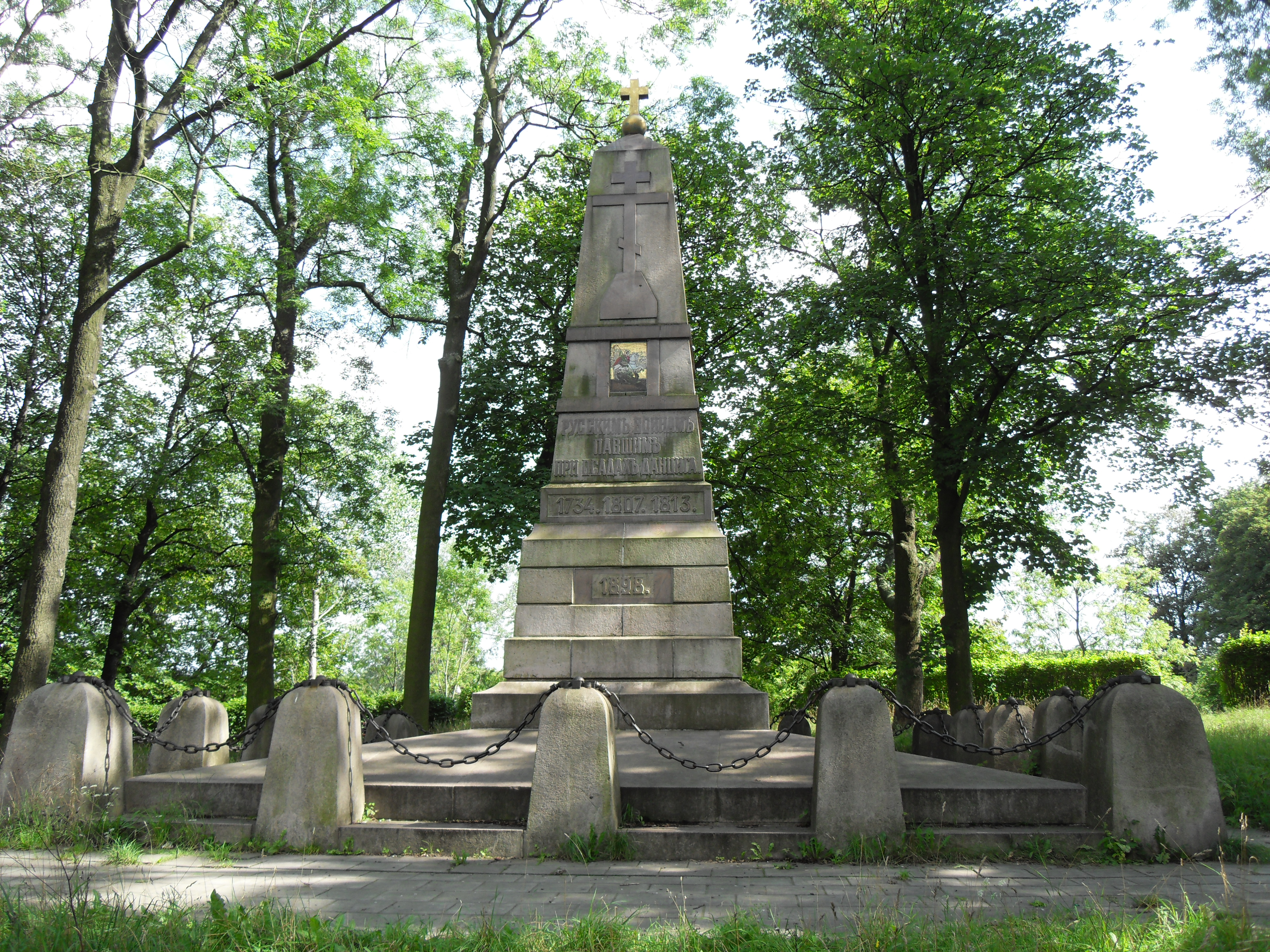
Памятник погибшим российским солдатам. Данциг. Установлен в 1898 году.

После разгрома Наполеона в битве под Лейпцигом генерал Рапп в середине ноября стал обсуждать условия капитуляции. 30 ноября он подписал капитуляцию на условиях сдачи крепости и прохода гарнизона во Францию. Однако император Александр I категорически запретил принимать капитуляцию без пленения гарнизона. В 1-й половине декабря из крепости вышли баварцы, саксонцы и вюртембергцы (700 солдат) как подданные государств, перешедших на сторону 6-й коалиции.
Предвидя сдачу крепости, Рапп раздал запасы продовольствия и уничтожил боеприпасы и оружие в арсенале. Когда русские по велению царя ужесточили условия капитуляции, Рапп не имел средств и желания для продолжения сопротивления. 29 декабря 1813 года он подписал окончательную капитуляцию. В официальном донесении сообщалось: «Когда после семимесячной блокады и трёхмесячной правильной осады голод принудил нас сдаться, неприятель был не ближе к крепости, чем мы в 1806 году при первых ударах наших заступов».
2 января 1814 года гарнизон сложил оружие. По данным историка Михайловского-Данилевского в плен взяли 14 генералов и 15 тысяч солдат, захвачено 1300 орудий. Поляков и немцев отпустили по домам, 9 тысяч французов были отправлены в Россию как военнопленные.

## Потери сторон

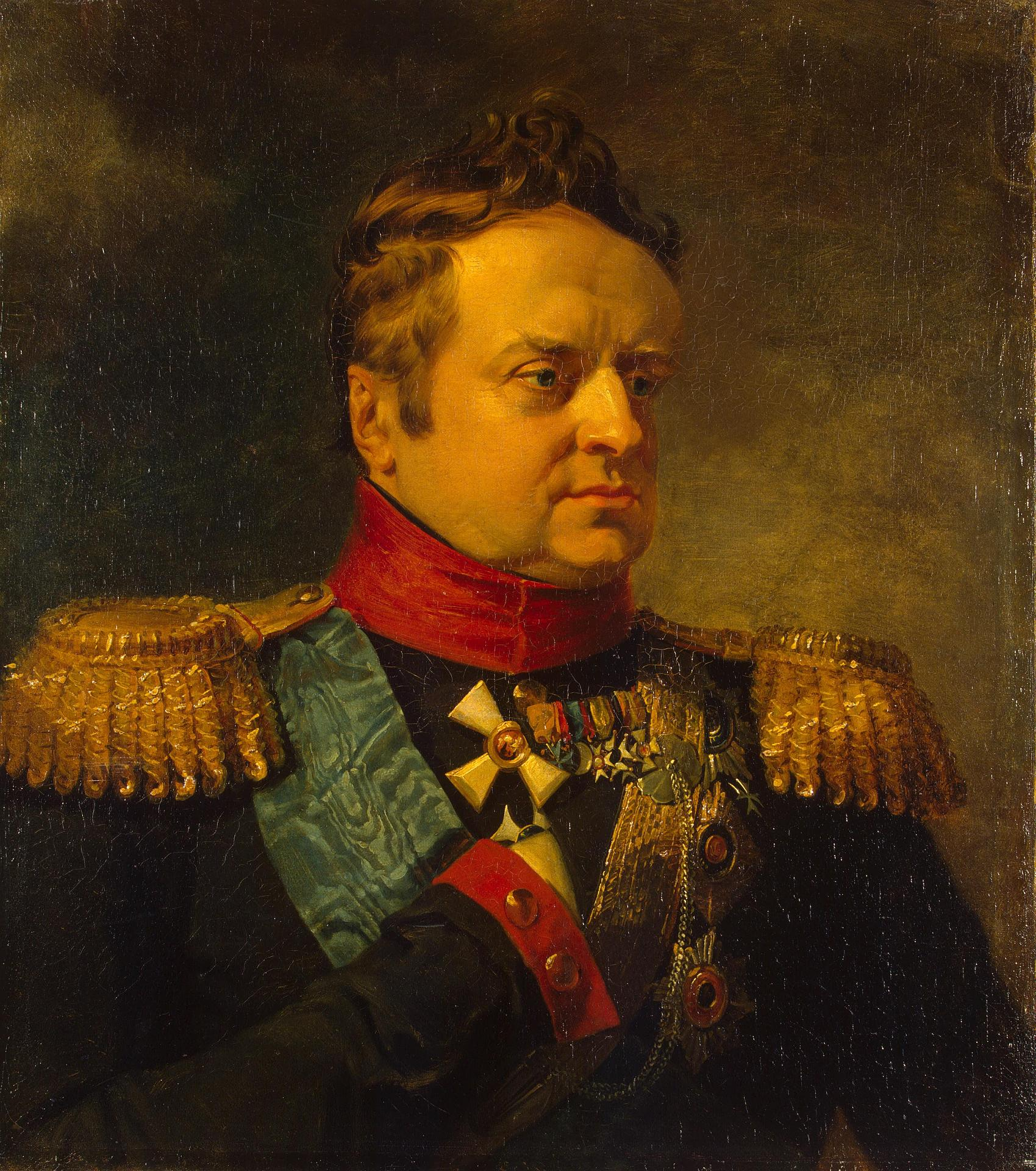
Принц Александр Вюртембергский, командующий русско-прусским осадным корпусом.

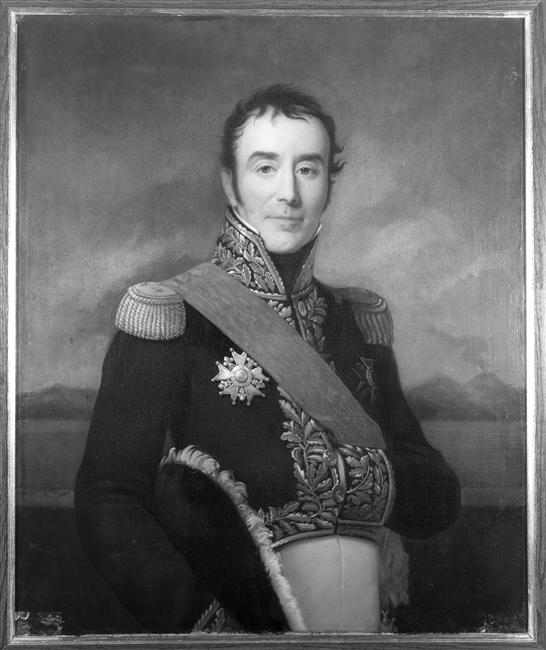
Жак Давид де Кампредон, французский военный инженер, комендант крепости, ближайший помощник главнокомандующего Раппа.

Согласно надписи на 48-й стене галереи воинской славы Храма Христа Спасителя у союзников выбыло за время осады 10 тысяч солдат. В своём труде «Описание войны 1813 года» историк Михайловский-Данилевский указал потери русских: более 4900 человек, из них 1288 убитыми, больные в список не попали.